# Crotalaria abscondita
Crotalaria abscondita là một loài thực vật có hoa trong họ Đậu. Loài này được Baker mô tả khoa học đầu tiên.
Phạm vi bản địa của loài này là miền Nam Congo đến Angola. Nó là một loại cây lâu năm và phát triển chủ yếu trong quần xã sinh vật nhiệt đới khô theo mùa.

## Đặc điểm
Cây lâu năm, với một số thân cuối cùng phân nhánh tốt, dài tới 30–70 cm từ một rễ cái phát triển tốt, có nhiều nhung mao (lông thường dài tới c. 2 mm, rất mịn, trở nên xoắn lại và có vẻ giống như sợi tơ). Lá mọc sát, có bầu, không cuống, 3 lá chét; lá chét chủ yếu mọc thẳng, chủ yếu có kích thước 8–20 × 2–5(8) mm, hình mác hoặc elip hẹp, nhọn, có nhung mao. Vòi hoa dạng chùm, không cuống, dày đặc, hình trụ ngắn, 8–16 hoa; lá bắc dài 6–10 mm, hình mũi mác thẳng đến hình elip thuôn hẹp, thuôn nhỏ ở hai đầu; cuống dài 0,5–1,5 mm; bracteole không dễ thấy. Đài hoa dài 6–10 mm, có lông tơ; thùy thuôn hẹp hình tam giác, dài gấp 2–3 lần ống. Tiêu chuẩn hình elip rộng đến hình trứng ngược, màu vàng, ở đỉnh có lông ở ngoài; cánh vượt quá sống; keel dài 5–6 mm, tròn, có mỏ nhọn nhỏ rất hơi cong. Quả thực tế không cuống, dài 6–8 mm, hình elip gần hình cầu, bên ngoài có nhiều nhung mao, đôi khi có lông tơ trên đường khâu bên trong, 2–4 hạt. Hạt dài 2–3 mm, hình thoi rộng, nhẵn đến nhú gai nhỏ, màu vàng đến nâu sẫm.

## Điều kiện sinh trưởng
Những nơi ẩm ướt theo mùa trong rừng miombo.
Phạm vi độ cao: 1200–1500 m.